# 据込み鍛錬
据込み鍛錬とは、鍛造加工技術の基本の一つである。
鍛造は鋼などの金属に大きな力をかけてつぶすことで金属の組織を緻密にすると同時に形状を変えて必要な製品や素材とする技術であるが、鍛造の技術の一つにアプセット鍛造という「成形の種類」による分類があり、据込み鍛錬はその技法の一つである。
具体的には、材料を長さ方向（軸方向）に圧縮して、その長さ（高さ）を減少させると同時に断面を大きくする。材料に加えた加圧軸に直角の方向に材料がつぶされて動き、断面積を広げる。一般的には、丸棒などの素材の先端か中間部分を加熱し、部分成型をする工法が取られる。